# 亞納辛加山
11°34′28″S 76°10′19″W / 11.57444°S 76.17194°W
亞納辛加山（Yanasinqa），是秘魯的山峰，位於該國中部胡寧大區的堯利省，處於瓦克拉科查湖以北和安蒂科納山東北面，屬於安第斯山脈的一部分，海拔高度5,400米。